# Ceraphron pacificus
Ceraphron pacificus är en stekelart som först beskrevs av Whittaker 1930.  Ceraphron pacificus ingår i släktet Ceraphron och familjen pysslingsteklar. Inga underarter finns listade i Catalogue of Life.